# فينتيلا (محطة مترو أنفاق مدريد)
فينتيلا (بالإسبانية: Ventilla)‏ هي محطة مترو أنفاق في مدريد في إسبانيا، تقع على الخط رقم 9.